# Alvise Pérez
Luis Pérez Fernández (Siviglia, 26 febbraio 1990) è un politico spagnolo, leader del gruppo di elettori Se Acabó La Fiesta ed Europarlamentare dal 9 giugno 2024.
Ha esercitato come consigliere parlamentare e capo di gabinetto nelle Corti Valenciane per il partito Ciudadanos. La sua attività si concentra principalmente sulla diffusione di contenuti via Internet, specificamente su Telegram e X, che spesso sono considerati come notizie false. Questo ha portato alla sospensione indefinita della sua attività su X.
Si è presentato alle elezioni del Parlamento Europeo del 2024 in Spagna come capolista del gruppo di elettori "Se Acabó La Fiesta", non nascondendo che la sua principale intenzione fosse quella di ottenere così l'immunità parlamentare davanti al Tribunale Supremo per evitare almeno due procedimenti penali pendenti. La lista ha ottenuto poco più di 800.000 voti e tre eurodeputati.
Ha scelto lo pseudonimo Alvise in onore di un personaggio di una novella di Agostino Nifo, filosofo italiano del XV secolo.